# 서울연희실용전문학교
서울연희실용전문학교(Seoul Yonhee Technical College)는 서울특별시 마포구에 위치한 대한민국의 직업전문학교이다.

## 교육편제
다음은 2019년 기준 서울연희실용전문학교가 제공하는 교육 과정 일람이다.
- 호텔조리 전공
- 호텔제과제빵 전공
- 관광식음료 전공
- 식공간연출 전공
- 애완동물관리 전공
- 실용음악 전공